# Alberts liervogel
Alberts liervogel (Menura alberti) is een vogel uit de familie liervogels (Menuridae). Het is een endemische vogelsoort in oostelijk Australië. De naam is een eerbetoon aan prins Albert, de echtgenoot van koningin Victoria; Prins Albert heeft bijgedragen aan de bevordering van onderwijs en wetenschap.

## Kenmerken
De vogel is iets kleiner dan de liervogel, 86 tot 93 cm en hij weegt 930 g. De staart is 47 tot 57 cm lang en bestaat uit twee smalle lintvormige veren en 12 op kant lijkende sierveren. Het mannetje en het vrouwtje verschillen minder van elkaar dan bij de (gewone) liervogel. Verder verschilt Alberts liervogel in zijn meer roodbruine kleur op de borst en de flanken.

## Verspreiding en leefgebied
Deze soort is endemisch in een beperkt gebied met regenwoud op de grens tussen New South Wales en Queensland in Australië. Het leefgebied bestaat uit vochtig hellingbos, met een bosbodem met veel dorre bladeren, meestal op 300 m boven zeeniveau.

## Status
Alberts liervogel heeft een beperkt verspreidingsgebied en daardoor is de kans op uitsterven aanwezig. Vooral in de 19de eeuw zijn grote delen van het leefgebied door ontbossing verloren gegaan. Tot in de 21ste eeuw werd het leefgebied bedreigd door rationeel bosbeheer gericht op productie. Dankzij rond 2005 ingestelde beschermingsmaatregelen is de populatie sindsdien waarschijnlijk stabiel. De grootte van de populatie is in 2021 geschat op 8100 volwassen vogels. Op de Rode lijst van de IUCN heeft deze soort de status niet bedreigd.